# Likovna kolonija Srebrenica
Likovna kolonija Srebrenica je međunarodna likovna kolonija koja se održava svake godine u Srebrenici u organizaciji franjevačke župe Srca Isusova Zvornik-Srebrenica. Prva je održana 2016. godine. Organizirao ju je upravitelj župe fra Joso Oršolić. Na to ga je potakla zamisao "Dijalog - mir i pomirenje" "za koje smo zaduženi, a koje možemo na poseban način graditi u našoj domovini Bosni i Hercegovini". Druge razlozi za osnivanje su iz davne prošlosti i sadašnjosti, a koji nas potiču na dublje promišljanje i brigu za domovinu koja nam je povjerena: duhovna i materijalna obnova i promoviranje grada Srebrenice, izgradnja Centra za Dijalog - mir i pomirenje, obnova franjevačke prisutnosti u Srebrenici, promicanje univerzalne franjevačke vrijednosti i drugi.
Druga kolonija održana je 2017. u organizaciji Franjevačkog međunarodnog centra za dijalog, mir i pomirenje i Župe Srca Isusova Zvornik-Srebrenica, te uz pomoć Vlade Republike Hrvatske, Franjevačke provincije Bosne Srebrene, Vrhbosanske nadbiskupije, Općine Srebrenica, Kruha Sv. Ante i drugih donatora.
Na prvoj koloniji sudjelovali su: Anto Kajinić, Marko Živković, Ria Trdin, Dejan Duraković, Žanna Erdelji, Zvonimir Perak, Boris Pejić, Stijepo Gavrić, Vlatko Blažanović, fra Perica Vidić, Mladen Ivešić, Ante Čulo, Slaven Miličević i Anto Jurkić. Na drugoj koloniji 2017. sudjelovali su uglavnom akademski kipari i slikari: Anto Kajinić, Dejan Duraković, Marko Živković, Mehmed Klepo, Zvonimir Perak, Josip Mijić, Kristina Ćavar, Duško Lalić, Ratko Jolić, Miljenko Miholjčić i drugi.